# شماتسفلد
شماتسفلد (به آلمانی: Schmatzfeld) یک منطقهٔ مسکونی در آلمان است که در نوردهارتس واقع شده‌است. شماتسفلد ۳۵۵ نفر جمعیت دارد.